# 天満スイッち
天満スイッち（てんまスイッち）とは、「組立通信」が発行している無料情報誌。現在はエリア情報発信ウェブサイトである。

## 概要
大阪市北区の東半分、天満・天神・天六とよばれる界隈に、2005年9月より毎月約4万2000部を新聞折込を中心に配布していた。2007年4月よりウェブ版として「天満スイッち.com」を展開し、フリーペーパとしては2007年10月より休止中。大阪天満宮や天神祭、天神橋筋商店街、天満市場など、地元の情報をメインに発信している。生活情報が中心であるが、多くの情報誌に見られる飲食店や理美容関係の記事や広告は少なく、大阪天満宮でおみくじの大吉の数や大阪市営バスの赤バスの乗り方、エリア内にある裁判所のレポートなど、地元情報を生活者目線で取り上げている。
フリーペーパーの「天満スイッち」は休刊しているが、2007年3月には書籍版の「天満のスイッちvol.1」を、2008年2月には「天満のスイッちvol.2」を出版。天満間界隈のガイド役としてテレビや新聞などのマスコミに登場するほか、地元発のインディーズ・ムービー「テンロクの恋人」では映画制作にもかかわっている。
2011年7月には「天満のスイッち vol.3・天六スペシャル」を制作したが、当地に建つ新築マンションの販促物として作ったため書店では手に入らないプレミアム本となっている。